# Třímany
Třímany (německy Triman) jsou malá vesnice, část obce Kladruby v okrese Rokycany v Plzeňském kraji. Nachází se asi 3,5 kilometru severně od Kladrub. Třímany jsou také název katastrálního území o rozloze 3,95 km².

## Název
Původní název vesnice Křižna byl odvozen od osobního jména Kříž. Vesnice časem zanikla a obnovená osada byla nazvána Střímany, nověji Třímany. Nový zkomolený název odkazoval na tři many, kteří by v původní vsi žili. V historických pramenech se název vesnice objevuje ve tvarech: Krizmam (1315), Chrisznam (1326), Chrisznam (1534), Strzymany (1597), Střiman (1785) a Třiman nebo Třimany (1845).

## Historie
První písemná zmínka o vesnici pochází z roku 1315.
Třímany patřily ke krašovskému panství. Když roku 1639 Jan David Boryně ze Lhoty prodával zadlužené panství, byla vesnice v kupní smlouvě v důsledku škod způsobených třicetiletou válkou popsána jako zčásti pobořená. V roce 1676 Norbert Adolf Miseroni Třímany od krašovského panství oddělil a prodal je Vojtěchu Hynkovi Týřovskému z Ensidle na Chříči.

## Obyvatelstvo
| Rok            | 1869 | 1880 | 1890 | 1900 | 1910 | 1921 | 1930 | 1950 | 1961 | 1970 | 1980 | 1991 | 2001 | 2011 | 2021 |
| -------------- | ---- | ---- | ---- | ---- | ---- | ---- | ---- | ---- | ---- | ---- | ---- | ---- | ---- | ---- | ---- |
| Počet obyvatel | 117  | 142  | 129  | 128  | 120  | 119  | 97   | 74   | 59   | 40   | 38   | 23   | 28   | 17   | 17   |
| Počet domů     | 21   | 21   | 16   | 17   | 17   | 17   | 17   | 17   | 16   | 13   | 12   | 7    | 17   | 17   | 17   |

## Obecní správa
Při sčítání lidu v letech 1869–1975 Třímany byly samostatnou obcí, se kterým patřily nejprve do okresu Hořovice, ale v letech 1900–1975 v okrese Rokycany. Od 1. ledna 1976 jsou částí obce Kladruby v okrese Rokycany.

## Pamětihodnosti

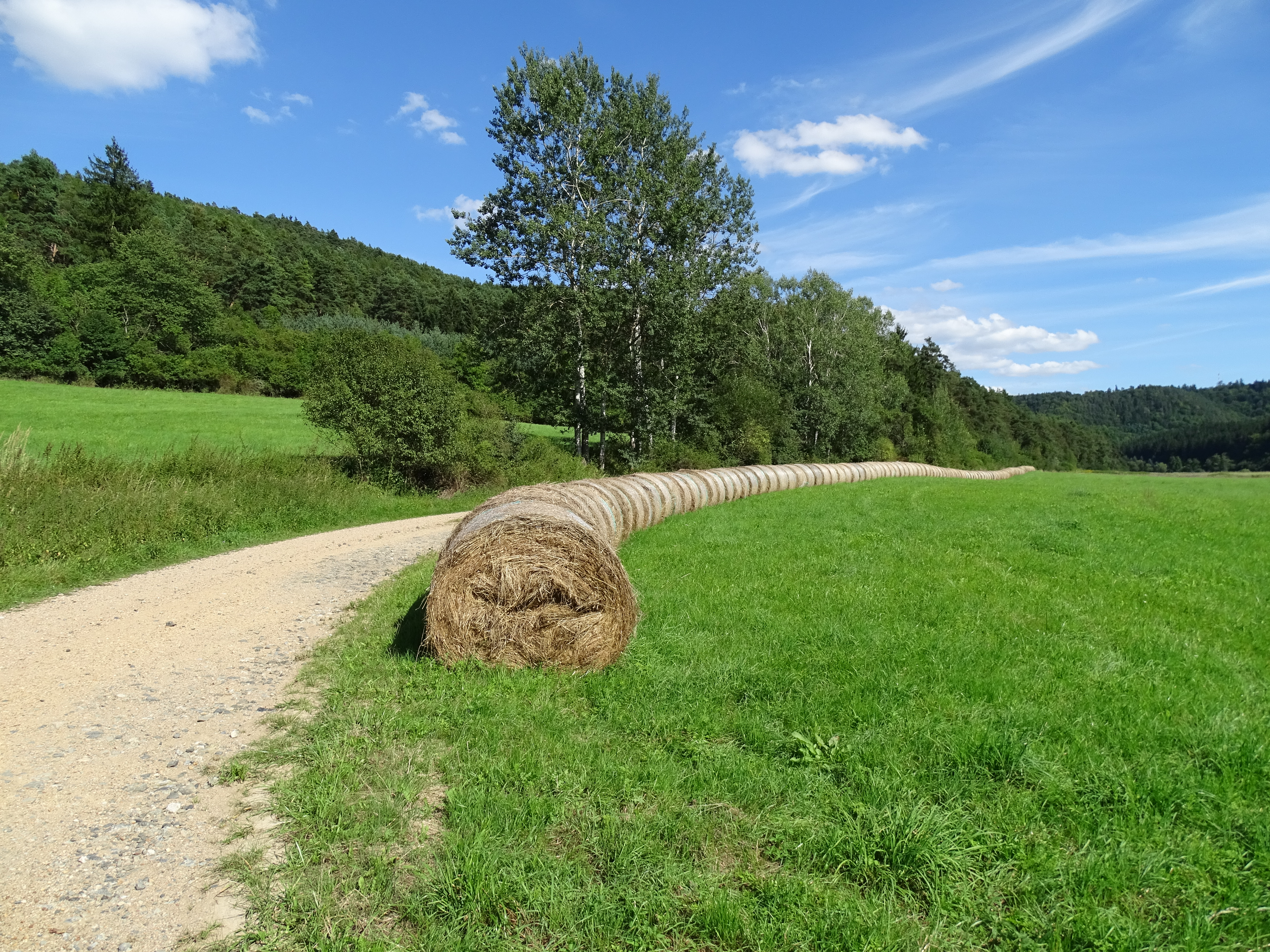
Cesta k Podkrašovskému jezu

Strmé svahy pravého břehu řeky Berounky jižně od Tříman jsou od roku 1990 chráněny jako přírodní rezervace Třímanské skály. Dochovaly se zde reliktní borové porosty a skalní step na spilitovém podkladu.
V obci je od roku 1958 památkově chráněná venkovská usedlost čp. 17.

## Osobnosti
Kolem roku 1840 se ze Šlovic do třímanského čp. 3 přistěhoval rolník Josef Beneš (11. února 1817 – 4. května 1897). Zde v čp. 11 se mu narodil syn Matěj Beneš (20. února 1843 – 15. října 1910 Kožlany), otec prezidenta Edvarda Beneše.